# Archangelo de' Bianchi
Pour les articles homonymes, voir Bianchi.
Archangelo de' Bianchi (né à Gambolò  en Lombardie, Italie le 4 octobre 1516 et mort à Rome le 18 janvier 1580), est un cardinal italien du XVIe siècle. Il est membre de l'ordre des dominicains.

## Repères biographiques
Archangelo de' Bianchi accompagne le cardinal  Michele Ghislieri, le futur pape Pie V, dans plusieurs missions. Il est prieur de S. Maria della Grazie et commissaire à l'inquisition de Rome. En 1566 il est élu évêque de Teano.
Le pape Pie V le crée cardinal lors du consistoire du 17 mai 1570. Le cardinal de' Bianchi est confesseur du pape et préfet de la Congrégation de l'Index. Il participe au conclave de 1572, lors duquel Grégoire XIII est élu.